# Елбюрг
Елбюрг (нід. Elburg, нід. вимова: [ˈɛlbʏr(ə)x] ( прослухати)) — місто і муніципалітет у Нідерландах, у провінції Гелдерланд.
Перша згадка про населений пункт датується 796-им роком. Права міста були даровані, ймовірно, у 13-му сторіччі. 1313 року місто отримало право на вилов риби, а 1367 року входило до Ганзійської унії.

## Топографія
Нідерландська топографічна карта муніципалітету Елбюрг, червень 2015 року

## Населені пункти муніципалітету
Міста
- Елбюрг

Села
- Гоге-Енк
- Дорнспейк
- Остендорп
- 'т-Гарде

## Галерея

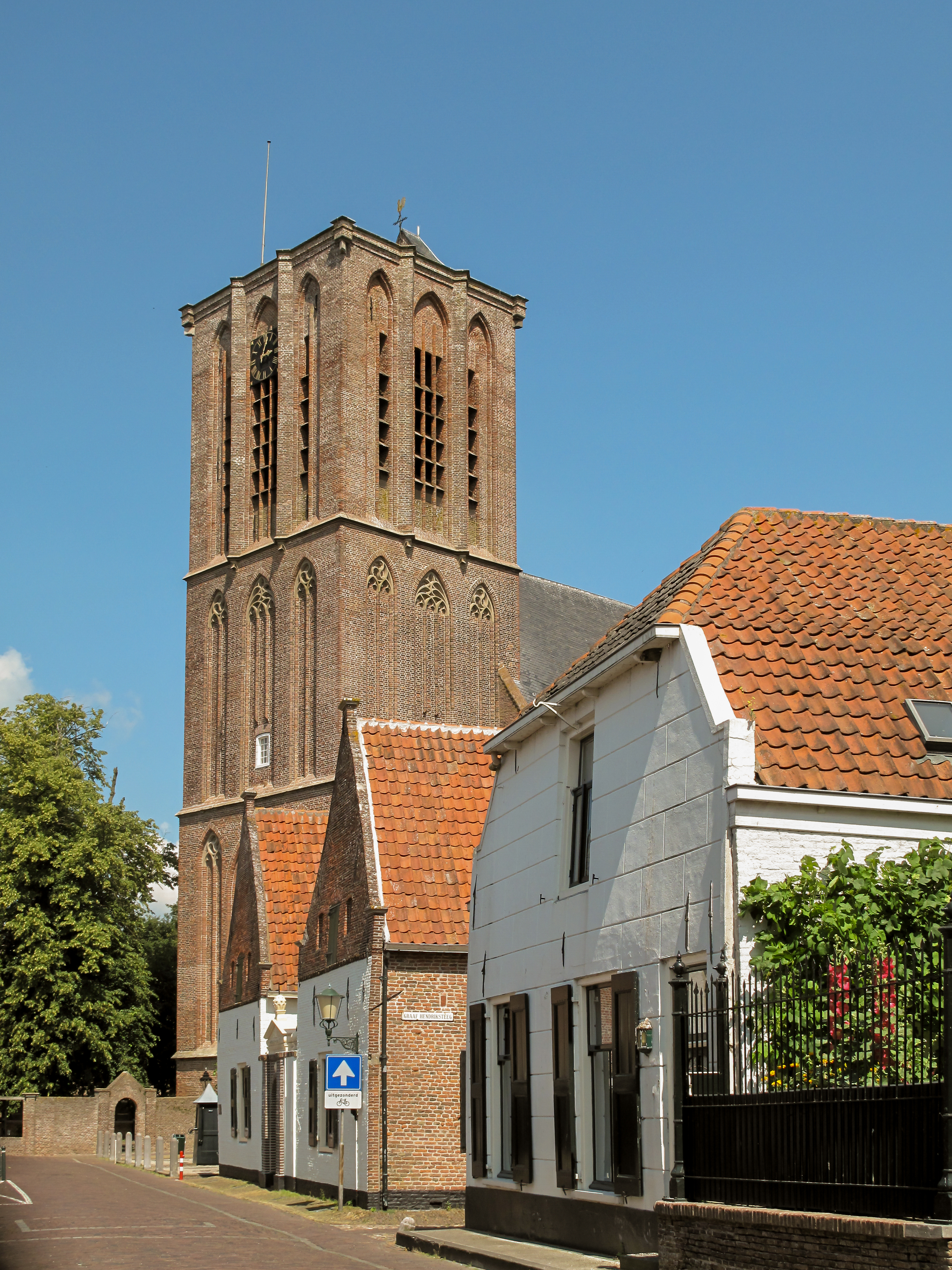
Башта церкви св. Ніколаса
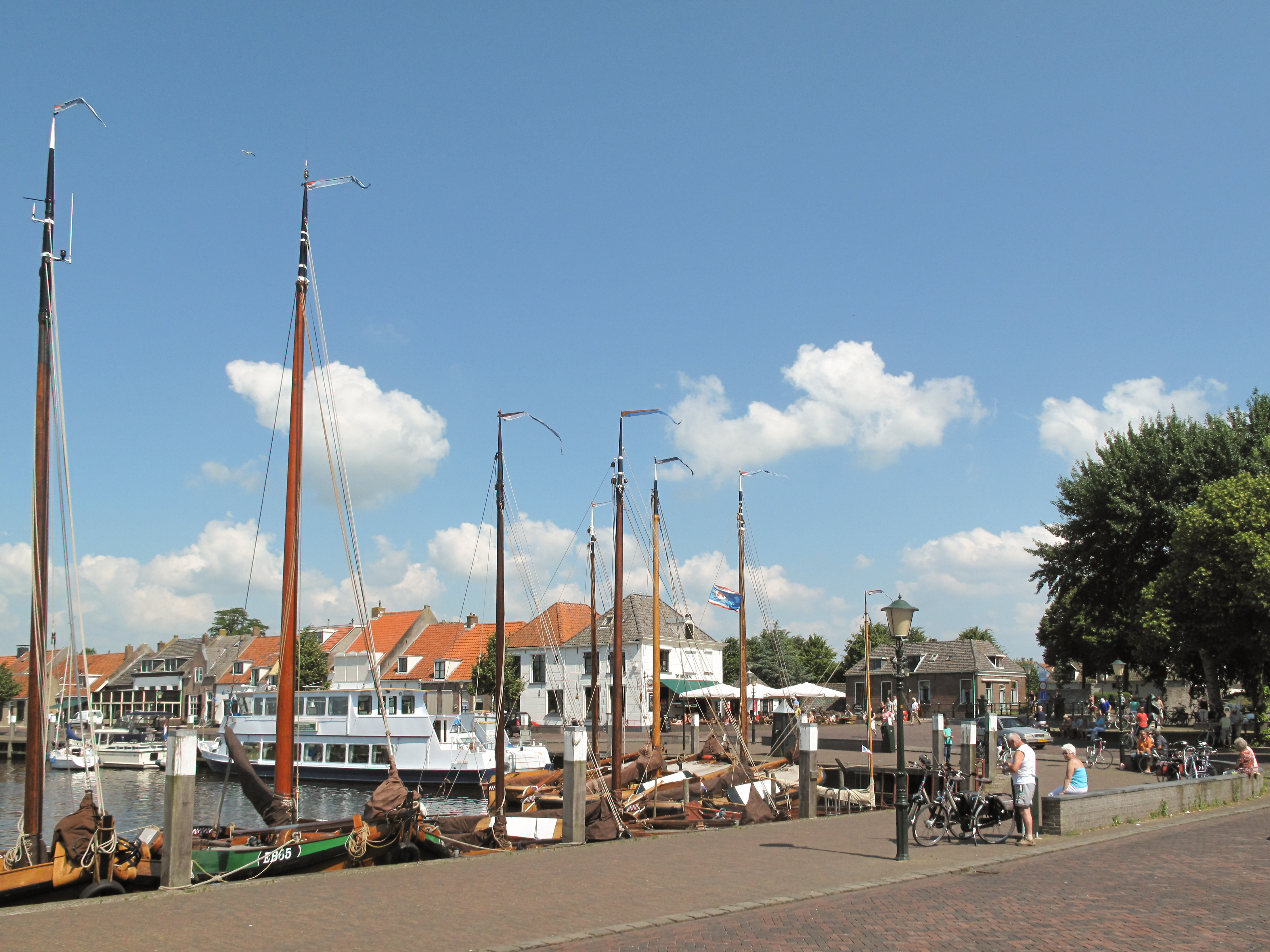
Панорама порту
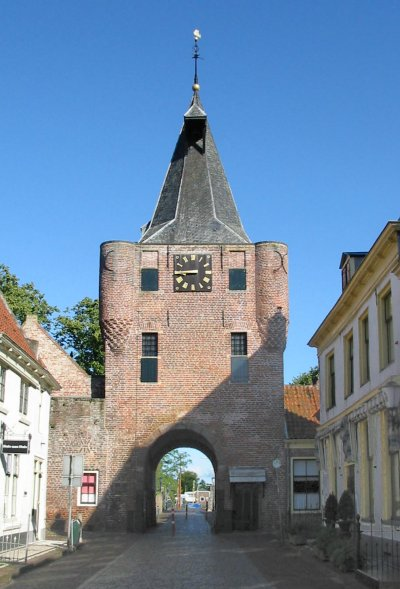
Рибні ворота
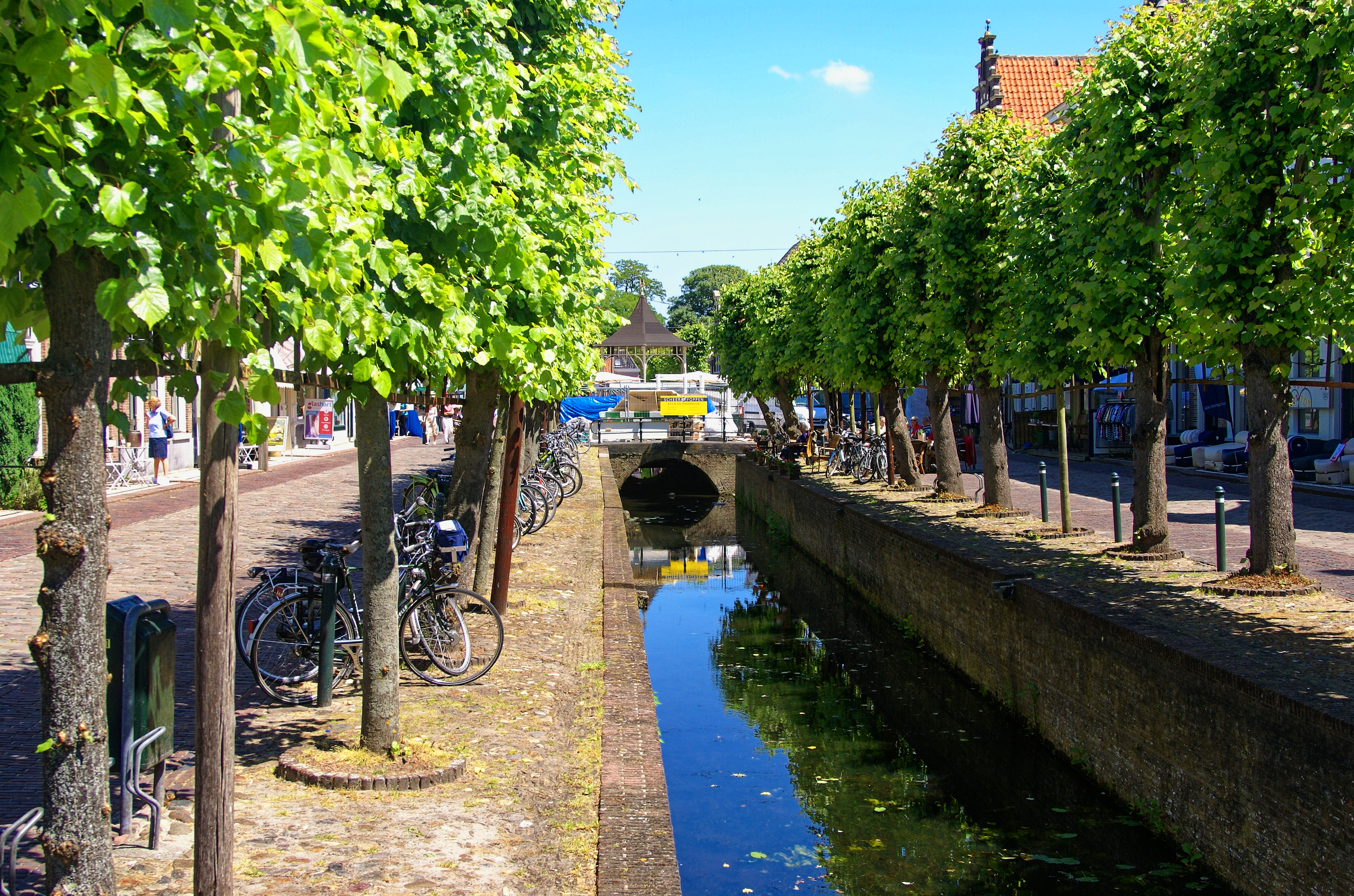
Міська вулиця